# Премия Франки
Премия Франки (фр. Prix Francqui) — престижная бельгийская премия, присуждаемая с 1933 года ежегодно Фондом Франки молодому (не старше 50 лет) бельгийскому учёному или преподавателю. Названа в честь Эмиля Франки. Проводится 3-летняя ротация тематики работ, за которые присуждается премия: один год — в области точных наук, следующий год — в области социальных наук, третий год — в области биологических или медицинских наук.
Размер премии составляет в настоящее время 250 тысяч евро.

## Награждённые премией Франки
- 1933: А. Пиренн
- 1934: Ж. Леметр
- 1936: Ф. Кюмон
- 1938: Ж. Эррера[англ.]
- 1940: П. Нольф
- 1946: Ф.-Л. Ганшоф[англ.]
- 1946: Ф.-Х. Ван ден Дунген[англ.]
- 1946: М. Флоркен[англ.]
- 1948: Л. Дюпре[англ.]
- 1948: М. де Амптин[англ.]
- 1948: З. Бак
- 1948: П. Свингс
- 1948: Ж. Браше
- 1949: Л. Розенфельд[англ.]
- 1950: П. Арсен
- 1951: А. Кош
- 1952: Ф. Бюро[англ.]
- 1953: К. Про[англ.]
- 1953: Э. Ламотт[англ.]
- 1954: Р. Женер[англ.]
- 1955:  И. Р. Пригожин
- 1956: Л. Ремакль[англ.]
- 1957: Л. Массар
- 1958: Л. ван Хове[англ.]
- 1959: Ж. Гаритт[англ.]
- 1960:  К. де Дюв
- 1961: А. ван Тиггелен[англ.]
- 1961: Ж. Дюшен[англ.]
- 1962: Х. Перельман
- 1963: Ю. Шантрен[англ.]
- 1964: П. Леду
- 1965: Р. Мортье[англ.]
- 1966: А. Эрс
- 1967: Ж. Фрипиат[англ.]
- 1968: Ж. Оран[англ.]
- 1969: И. Леусен[англ.]
- 1970: Р. Балеску
- 1971: Ж. Тине[англ.]
- 1972: Ж.-Э. Десмед[англ.]
- 1973: П. Мак[англ.]
- 1974: Р. ван Кенегем[англ.]
- 1975: Р. Тома
- 1976: В. Фирс[англ.]
- 1977: Ж. Таминьо[англ.]
- 1978: Ж. Ниуль[англ.]
- 1979:   Ж. Шелл[англ.]
- 1980: Ж. Цвин[англ.]
- 1981: А. Труе[англ.]
- 1982:   Ф. Энглер
- 1983: А. Жакемен[англ.]
- 1984: Д. Коллен[англ.]
- 1985: А. Люка[англ.]
- 1986: М. Вильме[англ.]
- 1987: Ж. Урбен[англ.]
- 1988: П. ван Мербеке[англ.]
- 1989: П.Пестьо[англ.]
- 1990: Т. Бон[англ.]
- 1991: Ж.-М. Андре
- 1992: Г. ван Утриве д’Идевалле[англ.]
- 1993: Ж. Вассар[англ.]
- 1994: Э. Деруан[англ.]
- 1995: К. д’Аспремон Линден[англ.]
- 1996: Э. Пей[англ.]
- 1997: Ж.-Л. Бреда[англ.]
- 1998: М. Деватрипон[англ.]
- 1999: М. Пармантье
- 2000: М. Анно[англ.]
- 2000: Э. Ремакль[англ.] и П. Магнетт[англ.][Ком. 1]
- 2001: Ф. ван Парейс[англ.]
- 2002: Питер Кармелит
- 2003: М. ван ден Берг[англ.]
- 2004: М.-К. Фобле[англ.]
- 2005: Д. Инзе[англ.]
- 2006: П. Гаспар[англ.]
- 2007: Ф. де Каллатеи[англ.]
- 2008:  М. Жорж[англ.]
- 2009: Э. Ламбен[фр.]
- 2010: Ф. Манике[фр.]
- 2011: П. Вандерхеген[фр.]
- 2012: К. Эртс[фр.]
- 2013: Оливье Де Шуттер[фр.]
- 2014: Барт Ламбрехт[фр.]
- 2015: Стефан Ваес[фр.]
- 2016: Барбара Баерт[англ.]
- 2017: Стивен Лоре[англ.]

## Комментарии
1. ↑  специальная премия за европейские исследования